# Mount Czegka
Mount Czegka är ett berg i Antarktis. Det ligger i den centrala delen av kontinenten. Inget land gör anspråk på området. Toppen på Mount Czegka är 2 270 meter över havet.
Terrängen runt Mount Czegka är kuperad åt nordost, men åt sydväst är den platt. Trakten är obefolkad. Det finns inga samhällen i närheten.